# Coryptilus
Coryptilus is een geslacht van vliesvleugeligen uit de familie Eupelmidae. De wetenschappelijke naam van dit geslacht is voor het eerst geldig gepubliceerd in 1995 door Gibson.

## Soorten
Het geslacht Coryptilus is monotypisch en omvat slechts de volgende soort:
- Coryptilus indicus Gibson, 1995